# Weißenburg in Bayern
Weißenburg in Bayern, antigamente Weißenburg im Nordgau e também grafado como Weissenburg in Bayern, é uma vila na Alemanha e a capital do distrito de Weißenburg-Gunzenhausen na região administrativa da Média Francônia, localizada no centro-oeste do estado da Baviera.